# Карі Такко
Карі Маурітс Такко (фін. Kari Maurits Takko; народився 23 червня 1962 у м. Уусікаупункі, Фінляндія) — фінський хокеїст, воротар. 
Вихованець хокейної школи «Ессят» (Порі). Виступав за «Ессят» (Порі), «Міннесота Норз-Старс», «Спрингфілд Індіанс» (АХЛ), «Едмонтон Ойлерс», «Каламазу Вінгз» (ІХЛ), ГВ-71 Єнчопінг.
У складі національної збірної Фінляндії провів 104 матчі; учасник зимових Олімпійських ігор 1984, учасник чемпіонатів світу 1984, 1985 і 1991, учасник Кубка Канади 1987. У складі молодіжної збірної Фінляндії учасник чемпіонатів світу 1981 і 1982. У складі юніорської збірної Фінляндії учасник чемпіонату Європи 1979.
Срібний призер чемпіонату Фінляндії (1979, 1980, 1984), бронзовий призер (1995).